# 洛維爾鎮區 (明尼蘇達州莫雷縣)
洛維爾鎮區（英語：Lowville Township）是位於美國明尼蘇達州莫雷縣的一個行政鎮區。

## 歷史
洛維爾鎮區於1873年設立，得名自早期定居者約翰·洛（John Low）與巴特利特·洛兄弟，當中巴特利特曾任明尼苏达州众议院議員。

## 地方資料
洛維爾鎮區的面積為93.02平方千米，當中陸地面積為92.63平方千米，而水域面積為0.39平方千米。根據2020年美國人口普查的數據，當地共有人口154人，而人口密度為每平方千米1.66人。